# Grigoriy Tseytlin
Grigoriy Tseytlin, uzb. cyr. Григорий Цейтлин, ros. Григорий Семёнович Цейтлин, Grigorij Siemionowicz Cejtlin (ur. 23 marca 1948, Uzbecka SRR) – uzbecki trener piłkarski pochodzenia rosyjskiego.

## Kariera trenerska
W 1987 pomagał trenować Soxibkor Xalqobod. W 1989 dołączył do sztabu szkoleniowego Navbahoru Namangan, gdzie do 1990 pracował jako asystent trenera. W 1995 objął stanowisko dyrektora technicznego klubu Nurafshon Buxoro. W 1996 do 24 sierpnia prowadził MHSK Taszkent. W 1997 roku został zaproszony do sztabu szkoleniowego Pachtakoru Taszkent, gdzie najpierw pomagał trenować, a od maja do końca 1999 stał na czele Paxtakoru. W 2000 kontynuował pracę w Paxtakorze jako asystent trenera. W 2002 pomagał trenować Zwiezdę Irkuck. Potem został mianowany na stanowisko dyrektora sportowego Paxtakoru.